# Prinzessin Alisea
Prinzessin Alisea (Originaltitel: Sorellina e il principe del sogno) ist ein deutsch-italienischer Märchen-Fernsehfilm aus dem Jahr 1996. Die deutsche Erstausstrahlung erfolgte in zwei Teilen am 20. und 22. Dezember 1996 auf Sat.1. 

## Handlung
Im Wald lebt die junge Alisea zusammen mit ihrer Mutter und ihren 5 Brüdern.
Eines Tages erscheint der Zauberer Azaret und möchte Alisea kaufen. Als ihre Mutter sich weigert, entführt Azaret Aliseas Brüder. Die Mutter stirbt daraufhin, und Alisea macht sich auf, ihre Brüder zu retten. In Azarets Schloss soll sie als seine Dienstmagd arbeiten und ihn später sogar heiraten, um ihm ihre Jugend zu schenken. 
Zeitgleich kommt der König aus dem Krieg nach Hause. Er erwartet, seinen Sohn als jungen Krieger anzutreffen. Jedoch interessiert sich Demian mehr für Dichtung, Kunst und Musik. Aus Angst vor Misshandlungen schickt Demians Mutter den Jungen mit Schaustellern mit, um ihn vor seinem Vater zu schützen. 
Alisea und Demian treffen sich auf der Flucht und verlieben sich. Jedoch ist ihre Romanze nur von kurzer Dauer. Fortan treffen sich die Liebenden nur noch in ihren Träumen.